# Helmut Veith
Helmut Veith (5 février 1971 – 12 mars 2016) est un informaticien autrichien qui a travaillé dans les domaines du model checking, génie logiciel, sécurité des systèmes d'information, et logique pour l'informatique. Il était professeur d'informatique à l'université technique de Vienne (TU Wien),,,.

## Biographie
Helmut Veith obtient le titre de Diplom-Ingenieur en logique informatique à la TU Wien en 1994. En 1998, il obtient un doctorat en informatique sur la complexité des logiques et des  langages de requête dans les  bases de données avec une thèse préparée sous la supervision de Georg Gottlob  intitulée « Succinct Representation and the Complexity of Logics and Database Query Languages » et soutenue avec la mention « sub auspiciis
praesidentis ». En 2001, il obtient l'habilitation, toujours à la TU Wien. De 2001 à 2003, Veith est professeur associé à la TU Wien, de 2003 à 2008  professeur à la université technique de Munich, de 2008 à 2009 à l'université de technologie de Darmstadt et ensuite à la TU Wien. Il était également professeur associé à l'université Carnegie-Mellon, à Pittsburgh.

## Recherche
Helmut Veith est surtout connu pour sa participation dans le développement de la méthode dite « Counterexample-guided Abstraction Refinement » (CEGAR) qui est un ingrédient-clé dans les  model checkers modernes, en logiciel et en matériel. Cette recherche applique des méthodes formelles et logiques aux problèmes en technologie et ingénierie du logiciel, avec en particulier le  model checking, la vérification et le test de logiciels, le logiciel embarqué et la sécurité des ordinateurs. Helmut Veith a activement publié en informatique, dans ces domaines de vérification assistée par ordinateur, analyse de programmes, la logique en informatique, le software engineering, et la sécurité des systèmes d'information. Il est coéditeur du Handbook of Model Checking paru après sa mort.

## Honneurs et distinctions
Veith est récipiendaire, avec ses sept coauteurs Edmund M. Clarke, Orna Grumberg, Ronald H. Hardin, Somesh Jha, Yuan Lu, Robert P. Kurshan et Zvi Harel, du prix CAV Award 2015 « pour le développement et l'implémentation de la technique de localisation-réduction et la formulation du raffinement de l'abstraction guidée par contre-exemple »,. Il a aussi reçu le ACM Distinguished Paper Award « pour sa contribution à l'étude de la vérification modulaire »,.
En 2016, Veith s'est vu attribuer un ERC Advanced Grant sur le thème Harnessing Model Checking Technology for Distributed Algorithms.